# Forsten (Remscheid)
Forsten ist eine Hofschaft in Remscheid in Nordrhein-Westfalen (Deutschland).

## Lage und Verkehrsanbindung
Forsten liegt im südöstlichen Remscheid im statistischen Stadtteil Engelsburg des Stadtbezirks Lennep an der Kreisstraße K2 nahe dem größeren Ortsteil Bergisch Born. Nachbarorte sind Lüdorf, Grünebirke, Dörpmühle, Goldenbergshammer, Engelsburg, Heydt, Tefental, Ober- und Niederlangenbach.

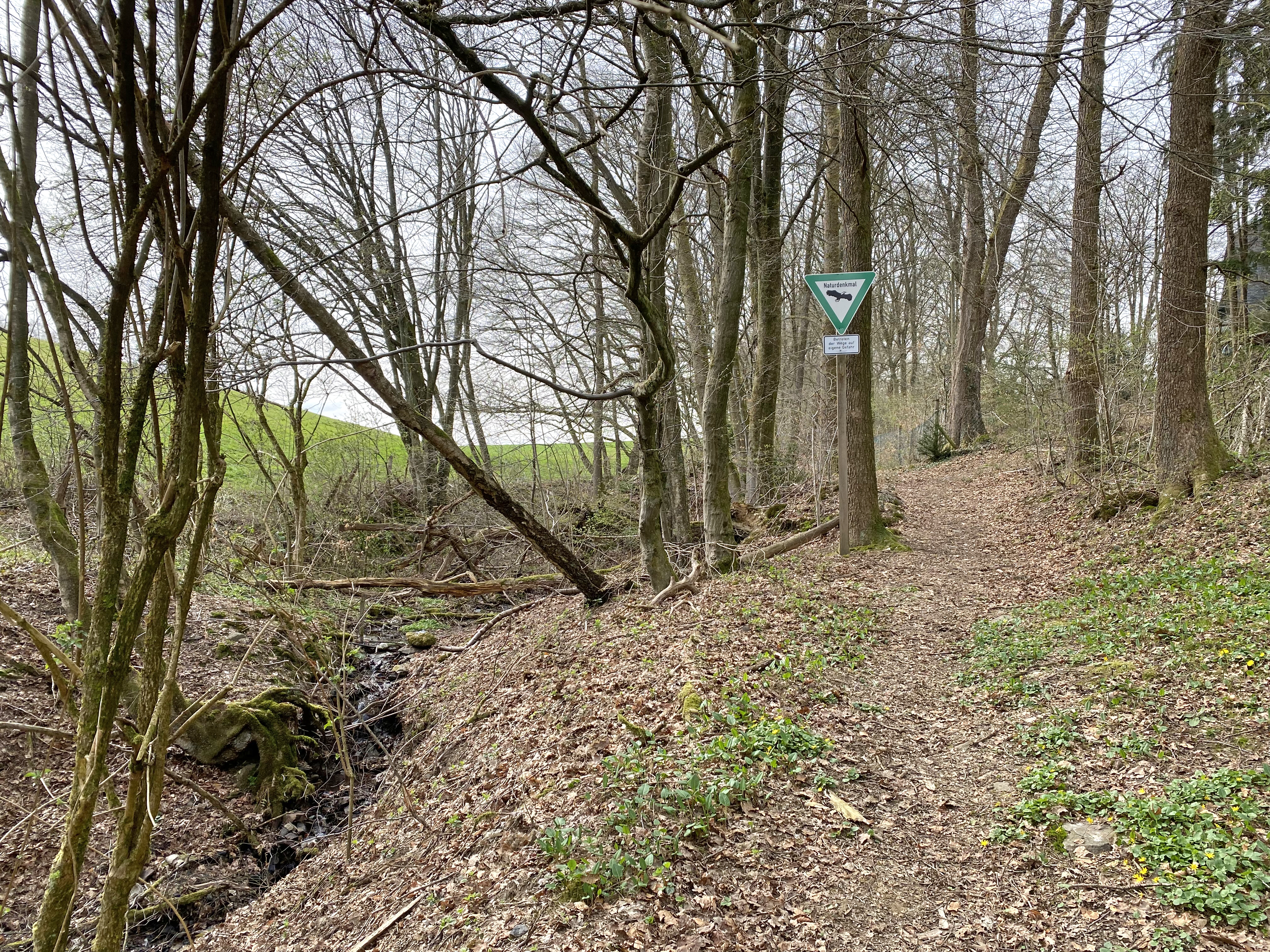
Naturdenkmal Alte Eisenstraße

## Geschichte
Forsten wurde erstmals 1547 als Fyrsten urkundlich erwähnt. Der Forst, auf dem sich der Name bezieht, war zu dieser Zeit ein herzoglicher Bannwald. Die Karte Topographia Ducatus Montani aus dem Jahre 1715 zeigt den Hof als Forst. Durch den Ort führte in der frühen Neuzeit die Bergische Eisenstraße, ein regional wichtiger Transportweg für Roheisen aus dem Siegener Raum. Die Altstraße ist auf der Topographia als Ÿſer-Stras eingezeichnet. Das Teilstück der Eisenstraße zwischen Forsten und Goldenbergshammer ist ein gelistetes Naturdenkmal der Stadt Remscheid. Der alte Hohlweg ist zu besichtigen, wenn man von der Straße Am Goldenbergshammer, die von der K1 in Höhe des Parkplatzes abzweigt, dem Schild Naturdenkmal folgt. 
Im 18. Jahrhundert gehörte der Ort zum bergischen Amt Bornefeld-Hückeswagen. 1815/16 lebten 27 Einwohner im Ort. 1832 gehörte Forsten der Lüdorfer Honschaft an, die ein Teil der Hückeswagener Außenbürgerschaft innerhalb der Bürgermeisterei Hückeswagen war. Der laut der Statistik und Topographie des Regierungsbezirks Düsseldorf als Weiler kategorisierte Ort besaß zu dieser Zeit sieben Wohnhäuser und acht landwirtschaftliche Gebäude. Zu dieser Zeit lebten 41 Einwohner im Ort, davon zwei katholischen und 39 evangelischen Glaubens.
Am 29. April 1836 wurde das Gebäude der Schule Forsten eingeweiht. Die Hundertjahrfeier wurde im Lenneper Kreisblatt am 13. Mai 1936 angekündigt. Die in diesem Artikel ausführlich dargestellte Schulchronik berichtet, dass bereits vor dem Bau der Schule ab 1825 dort unterrichtet wurde, vereinzelt sogar im 18. Jahrhundert. Unter Lehrer Strüning aus Remscheid wurden in der Schule hundert, teilweise sogar 140 Kinder, unterrichtet, die teils aus Bornefeld und Dörperhöhe kamen. Die Schulleitung übernahm ab 1918 für kurze Zeit Lehrer Jost und anschließend Lehrer Felbick aus der Dörpmühle. Ab 1919 folgte Lehrer Konrads Küppers, die Lehrer Peckhaus (ab 1925) und Beckmänning (ab 1935).
Im Gemeindelexikon für die Provinz Rheinland werden 1885 neun Wohnhäuser mit 75 Einwohnern angegeben. Der Ort gehörte zu dieser Zeit zur Landgemeinde Neuhückeswagen innerhalb des Kreises Lennep. 1895 besitzt der Ort sechs Wohnhäuser mit 48 Einwohnern, 1905 sieben Wohnhäuser und 55 Einwohner.
Im Zuge der nordrhein-westfälischen Kommunalgebietsreform (§21 Düsseldorf-Gesetz) wurde am 1. Januar 1975 der östliche Bereich um Bergisch Born mit dem Hof Forsten aus der Stadt Hückeswagen herausgelöst und in die Stadt Remscheid eingegliedert.